# 独吉氏 (撒合辇妻)
独吉氏（1197年—1232年），金朝女性人物，平章政事独吉千家奴之女，护卫独吉银术可之妹。
独吉氏自幼做事有礼法，嫁给内族完颜撒合辇。闺门肃然。撒合辇为中京（洛阳）留守，蒙古兵围攻，撒合辇背上发疽不能率军，独吉氏估计城必被破，对撒合辇说：“公本无功劳才能，只是因为是宗室所以曾在禁中任事，以至提点近侍局，同判睦亲府，现在又为留守外路第一等官，受国恩最厚。现在蒙古兵临城，你不幸得病，不能御敌，如果城破，你应该率精锐夺门而出，带着一个而子到京师。不能这样，就自己独赴京师，又不能实现，战死犹可报国，不要为我考虑。”撒合辇出府巡城，独吉氏于是取出平日衣服、妆具、玩好，布置在卧榻，财货分给家人，她艳妆盛服超过平日，告诫女使说：“我死后，就扶到榻上置，用衾盖住脸，四围举火焚烧。不要让敌兵看见我的脸。”言罢，闭门自缢而死。家人如她所说，把尸体放到榻上，用衾盖上。撒合辇从外面回来，家人告知他夫人已死，撒合辇说：“夫人不辱没我，我肯辱没朝廷吗。”于是命人焚烧。独吉氏三十六岁。不久，城破，撒合辇率死士想要夺门而出，没有成功，投壕水而死。